# Sümeg
Sümeg  este un oraș în districtul Sümeg, județul Veszprém, Ungaria, având o populație de 6.437 de locuitori (2011). 

## Demografie
Componența etnică a orașului Sümeg
     Maghiari (95,77%)
     Romi (2,34%)
     Germani (1,11%)
     Necunoscut (0,47%)
     Alții (0,31%)
Componența confesională a orașului Sümeg
     Romano-catolici (59,17%)
     Fără religie (8,06%)
     Reformați (1,96%)
     Luterani (1,04%)
     Necunoscută (28,94%)
     Alte religii (1,35%)
Conform recensământului din 2011, orașul Sümeg avea 6.437 de locuitori. Din punct de vedere etnic, majoritatea locuitorilor (95,77%) erau maghiari, existând și minorități de romi (2,34%) și germani (1,11%). Apartenența etnică nu este cunoscută în cazul a 0,47% din locuitori.  Din punct de vedere confesional, majoritatea locuitorilor (59,17%) erau romano-catolici, existând și minorități de persoane fără religie (8,06%), reformați (1,96%) și luterani (1,04%). Pentru 28,94% din locuitori nu este cunoscută apartenența confesională.